# Grundbachtalbrücke
Die Grundbachtalbrücke ist eine 450 m lange Eisenbahnbrücke der Schnellfahrstrecke Hannover–Würzburg. Sie liegt zwischen den Ortsteilen Tiefenbrunn und Olenhusen der niedersächsischen Gemeinde Rosdorf.
Das Bauwerk quert das Grundbachtal (in dem Grundbach und Luhbach zusammenfließen) westlich der Bundesautobahn 7 sowie die Kreisstraße 34. Es verfügt über 15 Öffnungen mit einer Spannweite von 26,5 m. Die lichte Höhe liegt bei bis zu 20 m.

## Lage und Verlauf
Die Trasse verläuft gerade. Die Gradiente steigt in südlicher Richtung durchgehend an.
Südlich schließt sich ein rund 2 km langer Damm (km 104/105) und ein rund 2,8 km langer Einschnitt an. Bei km 108,5 folgt der Leinebuschtunnel.

## Geschichte
Das Bauwerk markiert den südlichen Rand des Planfeststellungsabschnitts 4.1 (Streckenkilometer 102,5 bis 105,6). In der Bauphase war eine geringfügige Verlegung des Grundbachs erforderlich, um einen Pfeiler im Bach zu vermeiden. Das Bauwerk wurde beidseitig mit zwei Meter hohen Brüstungen als Lärmschutz ausgestattet. Bei einer geplanten Bauzeit von 35 Monaten sollten 19.500 m³ Beton und 1.000 t Betonstahl verbaut werden.